# Кубок Уельсу з футболу 2008—2009
Кубок Уельсу з футболу 2008–2009 — 122-й розіграш кубкового футбольного турніру в Уельсі. Титул вдруге поспіль здобув клуб Бангор Сіті.

## Календар
| Раунд                 | Дата              | Матчі | Клуби     |
| --------------------- | ----------------- | ----- | --------- |
| Кваліфікаційний раунд | 16 серпня 2008    | 22    | 132 → 110 |
| Перший раунд          | 13 вересня 2008   | 46    | 110 → 64  |
| 1/32 фіналу           | 4-10 жовтня 2008  | 32    | 64 → 32   |
| 1/16 фіналу           | 1 листопада 2008  | 16    | 32 → 16   |
| 1/8 фіналу            | 30-31 січня 2009  | 8     | 16 → 8    |
| 1/4 фіналу            | 28 лютого 2009    | 4     | 8 → 4     |
| 1/2 фіналу            | 11-12 квітня 2009 | 2     | 4 → 2     |
| Фінал                 | 4 травня 2009     | 1     | 2 → 1     |

## 1/16 фіналу
| Команда 1          | Рахунок | Команда 2             |
| ------------------ | ------- | --------------------- |
| 1 листопада 2008   |         |                       |
| Бангор Сіті        | 4:0     | Гарден Вілледж        |
| Брідженд Таун      | 1:0     | Ллангевні Таун        |
| Баклі Таун         | 1:5     | Ейрбас                |
| Кайрус             | 0:3     | Аберіствіт Таун       |
| Кардіфф Корінтіанс | 0:6     | Гойтр Юнайтед         |
| Гресфорд Атлетік   | 2:3 дч  | Престатін Таун        |
| Голігед Готспур    | 2:1     | Пентвін Динамо        |
| Лекс XI            | 2:0     | Портмадог             |
| Лвідкоед           | 1:0     | Флінт Таун Юнайтед    |
| НЕВІ Кевн Друїдс   | 1:0     | Ньютаун               |
| Ньюпорт YMCA       | 1:0     | Брайтон Феррі Атлетік |
| Порт-Толбот Таун   | 7:0     | Денбі Таун            |
| Пуллгелі           | 0:6     | Кармартен Таун        |
| Ріл                | 4:0     | Гейверфордвест Каунті |
| Нью-Сейнтс         | 7:1     | Пенринкоч             |
| Тивин/Бринкраг     | 0:3     | Лланеллі              |

## 1/8 фіналу
| Команда 1        | Рахунок      | Команда 2        |
| ---------------- | ------------ | ---------------- |
| 30 січня 2009    |              |                  |
| Ейрбас           | 2:1          | НЕВІ Кевн Друїдс |
| Порт-Толбот Таун | 2:1          | Лланеллі         |
| 31 січня 2009    |              |                  |
| Бангор Сіті      | 1:1 пен. 4:2 | Ріл              |
| Брідженд Таун    | 4:0          | Лекс XI          |
| Голігед Готспур  | 1:1 пен. 5:6 | Ньюпорт YMCA     |
| Лвідкоед         | 0:3          | Аберіствіт Таун  |
| Престатін Таун   | 5:3 дч       | Гойтр Юнайтед    |
| Нью-Сейнтс       | 2:3          | Кармартен Таун   |

## 1/4 фіналу
| Команда 1       | Рахунок      | Команда 2        |
| --------------- | ------------ | ---------------- |
| 28 лютого 2009  |              |                  |
| Ейрбас          | 0:5          | Бангор Сіті      |
| Ньюпорт YMCA    | 0:1          | Брідженд Таун    |
| Аберіствіт Таун | 5:1          | Престатін Таун   |
| Кармартен Таун  | 1:1 пен. 4:1 | Порт-Толбот Таун |

## 1/2 фіналу
| Команда 1      | Рахунок | Команда 2       |
| -------------- | ------- | --------------- |
| 11 квітня 2009 |         |                 |
| Бангор Сіті    | 2:1     | Брідженд Таун   |
| 12 квітня 2009 |         |                 |
| Кармартен Таун | 2:3 дч  | Аберіствіт Таун |

## Фінал
| 4 травня 2009 |

| Аберіствіт Таун | 0:2      | Бангор Сіті            |
| --------------- | -------- | ---------------------- |
|                 | Протокол | Дейвіс 44' Сіргінт 50' |

| «Парк Скартлетс», Лланеллі Глядачів: 1 044 Арбітр: Х'юв Джонс |